# José Valdeci Santos Mendes
José Valdeci Santos Mendes (* 12. September 1961 in Coroatá, Brasilien) ist ein römisch-katholischer Geistlicher und Bischof von Brejo.

## Leben
José Valdeci Santos Mendes empfing am 11. Dezember 1994 die Priesterweihe.
Papst Benedikt XVI. ernannte ihn am 5. Mai 2010 zum Bischof von Brejo. Die Bischofsweihe spendete ihm der Bischof von Coroatá, Reinhard Pünder, am 21. August desselben Jahres; Mitkonsekratoren waren die Xavier Gilles de Maupeou d’Ableiges, Bischof von Viana, und Valter Carrijo SDS, Altbischof von Brejo. Als Wahlspruch wählte er Bonus pastor animam suam dat pro ovibus. Die Amtseinführung im Bistum Brejo fand eine Woche nach der Bischofsweihe statt.